# Platges de Garruncho i La Guardada
Les platges de Garruncho i La Guardada es troben en el concejo asturià de Muros i pertanyen a la localitat de San Esteban.

## Descripció
Els jaços d'ambdues són de sorres grises de gra gruixut i en escassa quantitat; la resta és de pedra. Els graus d'urbanització i ocupació en ambdues platges són baixos. L'accés per als vianants fins a la platja és molt fàcil a peu de menys de 0,5 km per Garruncho i directament rodats fins a la pròpia platja en La Guardada. El grau d'urbanització és mitjà per a la Guardada i baix per Garruncho.
Ambdues platges pertanyen a la Costa Central asturiana i presenten protecció com ZEPA i com a LIC.
Per accedir a aquestes platges el millor és accedir primer a la de la Guardada i, a través d'ella, arribar a Garruncho però solament durant les hores de baixamar. L'accés a la Guardada és bastant fàcil doncs està al començament de l'espigó del propi port de San Esteban de Pravia.
Com a dada orientativa, molt proper a aquest lloc hi ha una piscina que es proveeix amb aigua de mar. Vessant a dalt es veu un camí que puja fins a l'ermita de l'Esperit Sant des d'on es poden observar unes excel·lents vistes de les platges annexes. Precisament des d'aquesta ermita comença la senda per als vianants anomenada «ruta dels miradors» i que arriba fins a les Platges de Campofrío i Aguilar. Les platges no tenen cap servei i les activitats més recomanables són la pesca submarina i la recreativa a canya. És molt convenient tenir en compte els canvis contínuos dels corrents del mar si s'està practicant la pesca submarina.